# 일본 우정사업청

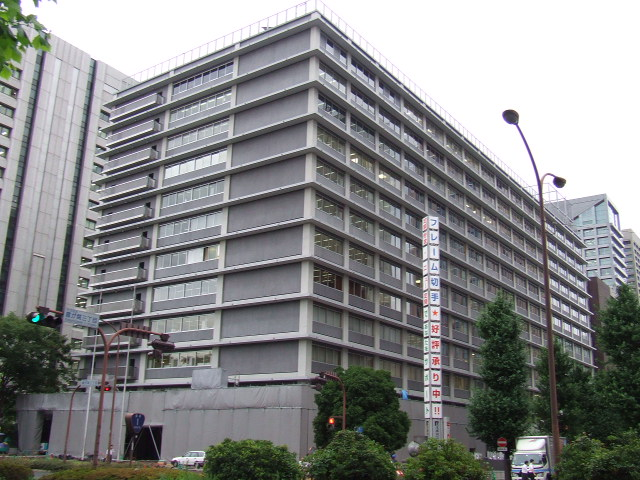
구 우정사업청사

우정사업청(郵政事業庁 유세이지교쵸[*])은 일본에 있던 국가의 행정기관의 하나로, 총무성의 외국으로 있었다.

## 설치
2001년 1월 6일의 중앙 성청 개편에 의하여 구 우정성이 총무성의 우정기획관리국과 우정사업청으로 재편되었다. 우정사업청은 2년간 존속되다가 2003년 4월 1일에 일본우정공사의 출범과 함께 폐지되었다.
이후 우정민영화에 따라 2007년 10월 1일에 우정 3개 사업을 포함한 모든 업무가 일본우정그룹으로 일본우정주식회사를 포함한 그 외의 4개 사업사에 분할·이관되었다.

## 업무
우편 사업, 우편저금 사업, 우편환 사업, 우표 사업, 간이보험 사업 등을 담당.

## 증서류의 발행 명의
우정사업청이 발행하는 통장, 보험증서에는 총무성 명의로 발행되었다. 발행자 또한 우정사업청 장관이 아닌 총무대신.